# WOBA
wOBA (Weighted On-Base Average) は打者の攻撃力を測る指標である。安打や四球など出塁を伴う要素に得点価値を加重して算出される。
- wOBA (2012年MLB) = {0.691×(四球 - 敬遠) + 0.722×死球 + 0.884×単打 + 1.257×二塁打 + 1.593×三塁打 + 2.058×本塁打}÷(打数 + 四球 – 敬遠 + 犠飛 + 死球)

- wOBA (NPB) = {0.69×（四球－敬遠）＋0.73×死球＋0.92×失策出塁＋0.87×単打＋1.29×二塁打＋1.74×三塁打＋2.07×本塁打}÷(打数 + 四球 – 敬遠 + 犠飛 + 死球)

## 概要
wOBAは打者が1打席あたりにどれだけチームの得点増加に貢献したかを表す指標である。総合指標WARにも用いられており、現在最も利用されている打撃指標の1つである。各要素 (プレー) の係数は実際の試合経過から得られた得点期待値 (RE：Run Expectancy) を用いて算出される。プレーがどのように状況 (得点期待値) を変化させたか調査し、プレーの前後で変動した得点期待値の差分がプレーの得点価値となる。wOBAは出塁率にスケールを合わせているため、.320-.330前後に収まるようにwOBAscaleと呼ばれる定数をかけている。また、係数は過去1年間の試合結果から算出しているため一定ではない。

## 係数の算出
前述の通り、各係数は得点期待値を基に算出される。　得点価値の算出はLinear Weights#得点期待値を参照

1. アウトの価値
打率や出塁率においてアウトは0として計算されるが、実際にはアウト(凡打、三振等)の得点価値はマイナスなので、得点価値をそのまま係数に使用すると出塁率等と同様の感覚で評価を行えない。そのため、各プレーの得点価値からアウトの得点価値を差し引き、アウトの価値を相対的に0とした係数を用いる。
2. wOBAscale
さらに直感的に判りやすい数字で表すために、wOBAは出塁率と同等の大きさとなるように調整されている。両者を合わせるためにかける定数をwOBAscaleと呼び、概ね1.15～1.24程度で推移している。MLBでは1.15、NPBでは1.24として計算される事が多い。

以上をまとめて、各係数の算出式は以下のように表される。
- wOBAの係数＝(得点価値-アウトの得点価値)×wOBAscale

### Standard wOBA
シーズンやリーグによって得点期待値が大きく変化することは少なく、各係数についても同様である。そこで、セイバーメトリシャンのトム・タンゴはFIPのように標準的な係数を用いたwOBAを定義している。
- wOBA(Basic)＝｛0.7×(四死球－敬遠)＋0.9×(単打＋失策出塁)＋1.3×(二塁打＋三塁打)＋2.0×本塁打｝÷(打席－敬遠－犠打)
- wOBA(Speed)＝｛0.7×(四死球－敬遠)＋0.9×(単打＋失策出塁)＋1.25×二塁打＋1.6×三塁打＋2.0×本塁打＋0.25×盗塁－0.5×盗塁死｝÷(打席－敬遠－犠打)

失策出塁に関してはデータの入手が難しいため、手に入らない場合は無視してもよいとしている。

## 応用
wOBAは得点価値をベースに算出されているので、得点単位で打者を評価することが出来る。

### wRAA
wRAA (Weighted Runs Above Average) はwOBAを用いて打者の打撃貢献度を測る指標である。平均的な打者が同じ打席数立った場合に比べて増やした得点を示している。総合指標のWARではwRAAをベースに打撃の貢献度を算出している。
- wRAA = (対象打者のwOBA - リーグwOBA) ÷ wOBAscale × 打席数

{\displaystyle {\mbox{wRAA}}=\left({\frac {wOBA-lgwOBA}{wOBAscale}}\right)\times PA}
PA = 打席数
lg = リーグ全体
wOBAの係数は得点価値にwOBAscaleをかけているので、これをwOBAscaleで割る事で単位を得点に戻している。

リーグwOBAは投手の打撃結果を除く事が多い。

2014年のセントラル・リーグでは山田哲人がリーグ1位の48.4を記録。

### wRC
wRC (Weighted Runs Created) はwOBAをベースに打者が産み出した得点を測る指標である。リーグ平均に対する得点の増減を測るwRAAとリーグの平均的な得点力を足し合わせた形をしている。
- wRC = wRAA + (リーグ総得点数 / リーグ総打席数) × 打席数

{\displaystyle {\mbox{wRC}}=wRAA+\left({\frac {lgRuns}{lgPA}}\right)\times PA}
Runs = 得点

### wRC+
wRC+ (Weighted Runs Created Plus) は打者が打席あたりに産み出した得点の傑出度であり、平均的な打者に対する得点力の大きさをパーセンテージで表している。wRC+が100の打者は平均的であり、wRC+が150の打者は平均より50%多くの得点を産み出している。リーグごとの得点環境やパークファクターも考慮されているため、リーグや時代を問わず一律の条件で打者を比較評価する事が出来る。打席あたりのwRCをリーグの平均的な得点力で割った形をしている。
- wRC+= { (パークファクター補正を加えたwRAA / 打席数) ÷ (リーグ総得点数 / リーグ総打席数) + 1 } × 100

　　　　　　　=(パークファクター補正を加えたwRC / 打席数)÷(リーグ総得点数 / リーグ総打席数)×100
{\displaystyle {\mbox{wRC+}}={\frac {\left({\frac {wRC}{PA}}\right)}{\left({\frac {lgRuns}{lgPA}}\right)}}\times 100}

## 評価基準
| 評価       | wOBA | wRAA | wRC | wRC+ |
| ---------- | ---- | ---- | --- | ---- |
| 素晴らしい | .400 | 40   | 105 | 160  |
| 非常に良い | .370 | 20   | 90  | 140  |
| 平均以上   | .340 | 10   | 75  | 115  |
| 平均       | .320 | 0    | 65  | 100  |
| 平均以下   | .310 | -5   | 60  | 80   |
| 悪い       | .300 | -10  | 50  | 75   |
| 非常に悪い | .290 | -20  | 40  | 60   |

## wOBAに関する記録

### 通算wOBA
| 順位 | 選手名                   | wOBA |
| ---- | ------------------------ | ---- |
| 1    | ベーブ・ルース           | .513 |
| 2    | テッド・ウィリアムズ     | .494 |
| 3    | ルー・ゲーリッグ         | .477 |
| 3    | オスカー・チャールストン | .477 |
| 5    | ジミー・フォックス       | .461 |
| 6    | ロジャース・ホーンスビー | .459 |
| 6    | ターキー・ステアーンズ   | .459 |
| 8    | ミュール・サトルス       | .455 |
| 9    | ハンク・グリーンバーグ   | .453 |
| 10   | タイ・カッブ             | .445 |

- 2023年シーズン終了時点。通算3000打席以上が対象。[6]

### 通算wRC+
| 順位 | 選手名                   | wRC+ |
| ---- | ------------------------ | ---- |
| 1    | ベーブ・ルース           | 194  |
| 2    | テッド・ウィリアムズ     | 187  |
| 3    | オスカー・チャールストン | 181  |
| 4    | ターキー・ステアーンズ   | 173  |
| 4    | バリー・ボンズ           | 173  |
| 6    | マイク・トラウト         | 171  |
| 6    | ルー・ゲーリッグ         | 171  |
| 8    | ロジャース・ホーンスビー | 170  |
| 8    | ミッキー・マントル       | 170  |
| 10   | ミュール・サトルス       | 167  |

- 2023年シーズン終了時点。通算3000打席以上が対象。[7]

### シーズンwOBA
| 順位 | 選手名                   | 所属球団                   | wOBA | 記録年 | 備考             |
| ---- | ------------------------ | -------------------------- | ---- | ------ | ---------------- |
| 1    | ジョシュ・ギブソン       | ホームステッド・グレイズ   | .639 | 1943年 | ニグロリーグ記録 |
| 2    | ジョシュ・ギブソン       | ホームステッド・グレイズ   | .613 | 1937年 |                  |
| 3    | チャーリー・スミス       | リンカーン・ジャイアンツ   | .602 | 1929年 |                  |
| 4    | ベーブ・ルース           | ニューヨーク・ヤンキース   | .601 | 1920年 | ア・リーグ記録   |
| 5    | ミュール・サトルス       | セントルイス・スターズ     | .585 | 1926年 |                  |
| 6    | ベーブ・ルース           | ニューヨーク・ヤンキース   | .578 | 1921年 |                  |
| 7    | ベーブ・ルース           | ニューヨーク・ヤンキース   | .569 | 1923年 |                  |
| 7    | テッド・ウィリアムズ     | ボストン・レッドソックス   | .569 | 1941年 |                  |
| 9    | ジョシュ・ギブソン       | ホームステッド・グレイズ   | .566 | 1939年 |                  |
| 10   | オスカー・チャールストン | ハリスバーグ・ジャイアンツ | .562 | 1925年 |                  |

- 2023年シーズン終了時点[8]
- ナ・リーグ記録はバリー・ボンズ（サンフランシスコ・ジャイアンツ、2002年）の.544

### シーズンwRC+
| 順位 | 選手名                   | 所属球団                       | wRC+ | 記録年 | 備考             |
| ---- | ------------------------ | ------------------------------ | ---- | ------ | ---------------- |
| 1    | ジョシュ・ギブソン       | ホームステッド・グレイズ       | 251  | 1943年 | ニグロリーグ記録 |
| 2    | オスカー・チャールストン | セントルイス・ジャイアンツ     | 249  | 1921年 |                  |
| 3    | ジョシュ・ギブソン       | ホームステッド・グレイズ       | 246  | 1937年 |                  |
| 4    | オスカー・チャールストン | ハリスバーグ・ジャイアンツ     | 245  | 1924年 |                  |
| 5    | バリー・ボンズ           | サンフランシスコ・ジャイアンツ | 244  | 2002年 | ナ・リーグ記録   |
| 6    | ジョシュ・ギブソン       | ホームステッド・グレイズ       | 241  | 1939年 |                  |
| 7    | テッド・ストロング       | カンザスシティ・モナ一クス     | 239  | 1941年 |                  |
| 8    | バリー・ボンズ           | サンフランシスコ・ジャイアンツ | 235  | 2001年 |                  |
| 9    | ベーブ・ルース           | ニューヨーク・ヤンキース       | 234  | 1920年 | ア・リーグ記録   |
| 10   | バリー・ボンズ           | サンフランシスコ・ジャイアンツ | 233  | 2004年 |                  |
| 10   | バック・レナード         | ホームステッド・グレイズ       | 233  | 1941年 |                  |

- 2023年シーズン終了時点[9]

## xwOBA
wOBAはヒットや二塁打などの打席結果によって計算される指標であるが、このような打席結果は相手チームの守備に影響される。
この影響を排除するために開発されたのがexpected wOBA (xwOBA)である。xwOBAは「打席結果となった打球データ（速度・角度）と打者の走力（Sprint Speed）から期待される得点価値と、三振・四死球」で計算されるもので、打球データはMLBではスタットキャストよりデータを取得し計算する。守備の影響を完全に排除した指標であるため、例えば打者が相手チームのシフトの逆を突いて弱い打球を狙って打ったとしてもxwOBA上では低い価値となる。
xwOBAを防御率ベースに変換したものをxERAといい、主に投手の評価に利用される。